# بي إيه سيستمز تارانيس
بي ايه أي سيستمز Taranis هو برنامج مستعرض بريطاني لتكنولوجيا، المركبات الجوية للقتال بدون طيار (UCAV) التي يجري تطويرها في المقام الأول من قبل شركة الدفاع بي ايه اي سيستمز. طائرة بدون طيار تتمتع بتحكم شبه ذاتي، وهي مصممة للطيران في بعثات عبر القارات، وستحمل مجموعة متنوعة من الأسلحة، مما يمكنها من مهاجمة كل من الأهداف الجوية والبرية. وسوف تستخدم تكنولوجيا الشبح، ويعطيها وضع رادارى منخفض، وسيتم السيطرة عليها عبر الأقمار الصناعية من أي مكان على الأرض. إن (تجربة) إستراتيجية المركبات الجوية بدون طيار فريق المشروع المتكامل، أو SUAVE) IPT، هي المسؤولة عن التدقيق والإشراف على المشروع. إن الطائرة، التي يستهدف إثبات جدوى الأنظمة متعددة الأدوار بدون طيار، سميت تبعا لإله الرعد شعب سيلتك، Taranis. أنها أجرت أول رحلة لها في عام 2013.

## خلفيات
كان تطوير الطائرات بدون طيار جزءا رئيسيا من استراتيجية الدفاع الصناعية للمملكة المتحدة، الذي أعلن عنه في ديسمبر 2005، وتحديد حاجة بريطانيا للحفاظ على طائراتها «السيادية» والطائرات بدون طيار / مهارات البناء UCAV.

## التصميم والتطوير
يقود المشروع Taranis من قبل بي ايه إي سيستمز، وأيضا يتضمن رولز رويس، أنظمة الطيران GE ، شركة QinetiQ ووزارة الدفاع (المملكة المتحدة) (وزارة الدفاع). كما أن المقاول الرئيسي، هو شركة بي ايه أي سيستمز وهي المسؤولة عن البرنامج العام، وكذلك عن العديد من تقنيات المكونات، بما في ذلك تكنولوجيا التخفي، وتكامل النظم والبنية التحتية لمراقبة النظام. بي ايه أي سيستمز وشركة QinetiQ نعمل بشكل وثيق بشأن جميع الجوانب المتعلقة بالتحكم الذاتي للنظام.
أنظمة GE الطيران (سابقا سميسز الفضاء) هي المسؤولة عن توفير أنظمة الطاقة الكهربائية Taranisو "الوقود القياس. رولز رويس هي المسؤولة عن نظام الدفع والتثبيت؛ ومن المتوقع أن تستخدم الطائرة رولز رويس تيربوميكا أدور إم كى 951 المروحي. بي ايه اي سيستمز أستراليا المكلفة بتطوير وتوفير أجهزة الكمبيوتر للتحكم في الطيران، إن الأعمال المشتركة تمثل 5٪ في المشروع، في حين أن النظم المتكاملة للتكنولوجيا (Insyte) تابعة لشركة بي ايه أي سيستمز تقدم الدعم c4isr ‏ .
وذكر أن بي أيه إي سيستمز «Taranis سوف تحدد استخدام مالا يقل عن 10 سنوات من البحث والتطوير في الأنظمة منخفضة المتغيرات الظاهرة، وتكامل النظم، والبنية التحتية للسيطرة والتحكم الذاتي. وهو يتبع إنجاز أنشطة الحد من المخاطر لضمان مزيج من التقنيات والمواد والأنظمة المستخدمة كى تكون قوية بما يكفي ل 'الخطوة المنطقية التالية'.» وشملت هذه «الأنشطة الحد من المخاطر» برامج BAE ذات الصلة، مثل طبق الاصل، Nightjar الأول، Nightjar الثاني، العاسوق، Corax، والغراب HERTI.
تم قطع الصلب للنموذج التجريبى Taranis في سبتمبر 2007، وبدأ التجميع في فبراير 2008. في 9 يناير 2009، رفضت وزارة الدفاع الاعتراف بأن Taranis كانت تحلق بالقرب من موقع الرياح التالف، بعد أن ادعى السكان المحليين أنهم قد شهدو جسما فضائيا مجهولا طائر غير محدد.

## المواصفات
على الرغم من أن الطائرات لا تزال في مرحلة التطوير، وأحدث المواصفات والتي هي متاحة للجمهور على النحو التالي:
- Height: 4 متر (13 قدم)
- Length: 11.35 متر (37.2 قدم)
- Wingspan: 9.1 متر (30 قدم)
- Weight: 8 طن متري (18,000 رطل)
- Range: Intercontinental
- Engine thrust: 6,480 رطل (2.94 t)